# Анна Полони
Анна Полони (пол. Anna Polony; нар. 21 січня 1939, Краків, Польща) — польська театральна й кіноакторка, театральна режисерка, педагог. Одна з найвідоміших постатей польського театру другої половини XX століття.

## Біографія
Народилася 21 січня 1939 року в Кракові. Закінчила Державну вищу театральну школу в Кракові (нині — Краківська Академія театрального мистецтва імені Станіслава Виспянського) у 1960 році.
З 1960 року працювала в Драматичному театрі ім. Юліуша Словацького в Кракові. Співпрацювала з провідними польськими режисерами, зокрема з Конрадом Свінарським, Анджеєм Вайдою та Єжи Ярошем.

## Акторська кар'єра
Анна Полони була відома глибокими, психологічно насиченими ролями у класичному й сучасному репертуарі. Зіграла низку провідних ролей у постановках драм Шекспіра, Чехова, Ібсена, Віткевича та польських авторів. Також знімалася в кіно і телевізійних спектаклях.

## Режисерська діяльність
З 1970-х років займалася режисурою. Її постановки вирізняються глибоким психологізмом, точністю акторської гри та увагою до драматургічної структури.

## Педагогічна діяльність
Викладала акторську майстерність у Краківська академія драматичного мистецтва імені Людвіка Сольського|Краківській академії драматичного мистецтва. Протягом багатьох років була професором і наставницею для поколінь польських акторів. У 1990—1997 роках — ректор Академії.

## Визнання та нагороди
- Офіцерський хрест ордена Відродження Польщі
- Золотий Хрест Заслуги
- Золота медаль «За заслуги в культурі Gloria Artis»